# غلام‌رضا آقازاده
غلامرضا آقازاده (زاده ۱۳۲۷ خوی) سیاستمدار، دیپلمات و مدیر ارشد اجرایی ایرانی و عضو مجمع تشخیص مصلحت نظام از سال ۱۳۷۵ تاکنون است.
وی وزیر نفت ایران از سال ۱۳۶۴ تا ۱۳۷۶ و از سال ۱۳۷۶ تا ۱۳۸۸ رئیس سازمان انرژی اتمی ایران و معاون رئیس‌جمهور ایران بود. وی در تیر ۱۳۸۸ از این مقام استعفا داد.

## زندگی
آقازاده در سالِ ۱۳۴۹ لیسانس ریاضی و در سال ۱۳۵۴ لیسانس مهندسی کامپیوتر از دانشگاه تهران اخذ نمود. او برای تحصیلات تکمیلی به آمریکا رفت، اما در سال ۱۳۵۷ همزمان با وقایع انقلاب در ایران، به کشور بازگشت و بر ضد شاه فعالیت کرد. وی یکی از اعضای فعال حزب جمهوری اسلامی بود. او در سال ۱۳۵۸ مدیر داخلی روزنامه جمهوری اسلامی شد، که توسط میرحسین موسوی اداره می‌شد.
در سال ۱۳۶۰ وقتی میرحسین موسوی وزیر امور خارجه شد، آقازاده معاون وی در امور اقتصادی و سرمایه‌گذاری شد. دو ماه بعد هنگامی که میرحسین موسوی به مقام نخست‌وزیری رسید، آقازاده معاونت اجرایی نخست‌وزیر را بر عهده گرفت.
آقازاده از سال ۱۳۶۴ تا ۱۳۷۶ وزیر نفت ایران بود. در سال ۱۳۷۶ بیژن نامدار زنگنه به جای وی، توسط محمد خاتمی به سمت وزیر نفت برگزیده شد. در این زمان وی به مقام معاونت ریاست جمهوری در امور انرژی اتمی منصوب شد. آقازاده همچنین مدتی سرپرست ستاد بسیج اقتصادی نیز بود. او متأهل و دارای چهار فرزند است.